# Sint-Antonius van Paduakerk (Biest-Houtakker)

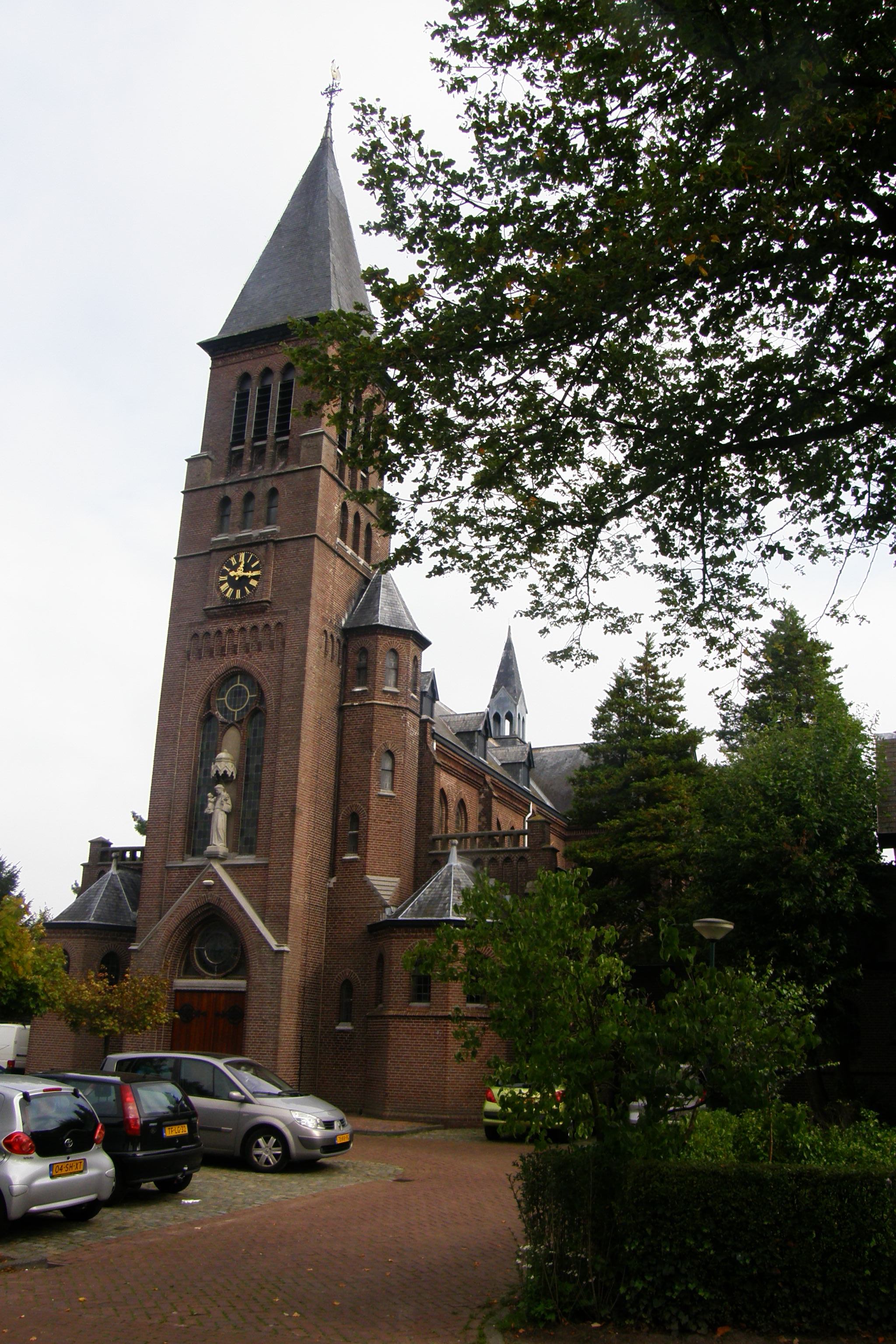
Sint-Antonius van Paduakerk

De Sint-Antonius van Paduakerk is de voormalige parochiekerk van de plaats Biest-Houtakker in de Nederlandse gemeente Hilvarenbeek. De kerk is gelegen aan de Biestsestraat 26.

## Geschiedenis
De parochie ontstond in 1913, toen werd ook de kerk gebouwd. Deze werd in 1914 in gebruik genomen en in 1922 ingewijd. De kerk was aan Antonius van Padua gewijd omdat het gebouw deels uit het Sint-Antoniusfonds (de Bossche Kerkbouwstichting) was betaald. Het kerkje is gebouwd als een neogotische kruisbasiliek en ontworpen door Jos Margry. De kerk bevat een Sint-Antoniuskapel en een reliek van de heilige Antonius. De processie, die ter ere van deze heilige werd gehouden, is afgeschaft in 1972. Op zondag 9 juni 2013 vond de laatste eucharistieviering plaats in deze kerk. De kerk is sindsdien gesloten. Sinds 30 juni 2015 was de Coöperatie Behoud Kerkgebouw Biest-Houtakker U.A. de nieuwe eigenaar, die hoopte dat ze het gebouw een tweede leven kon geven. In 2020 werd de kerk verkocht aan een particulier en kreeg het een woonbestemming.